# بهات

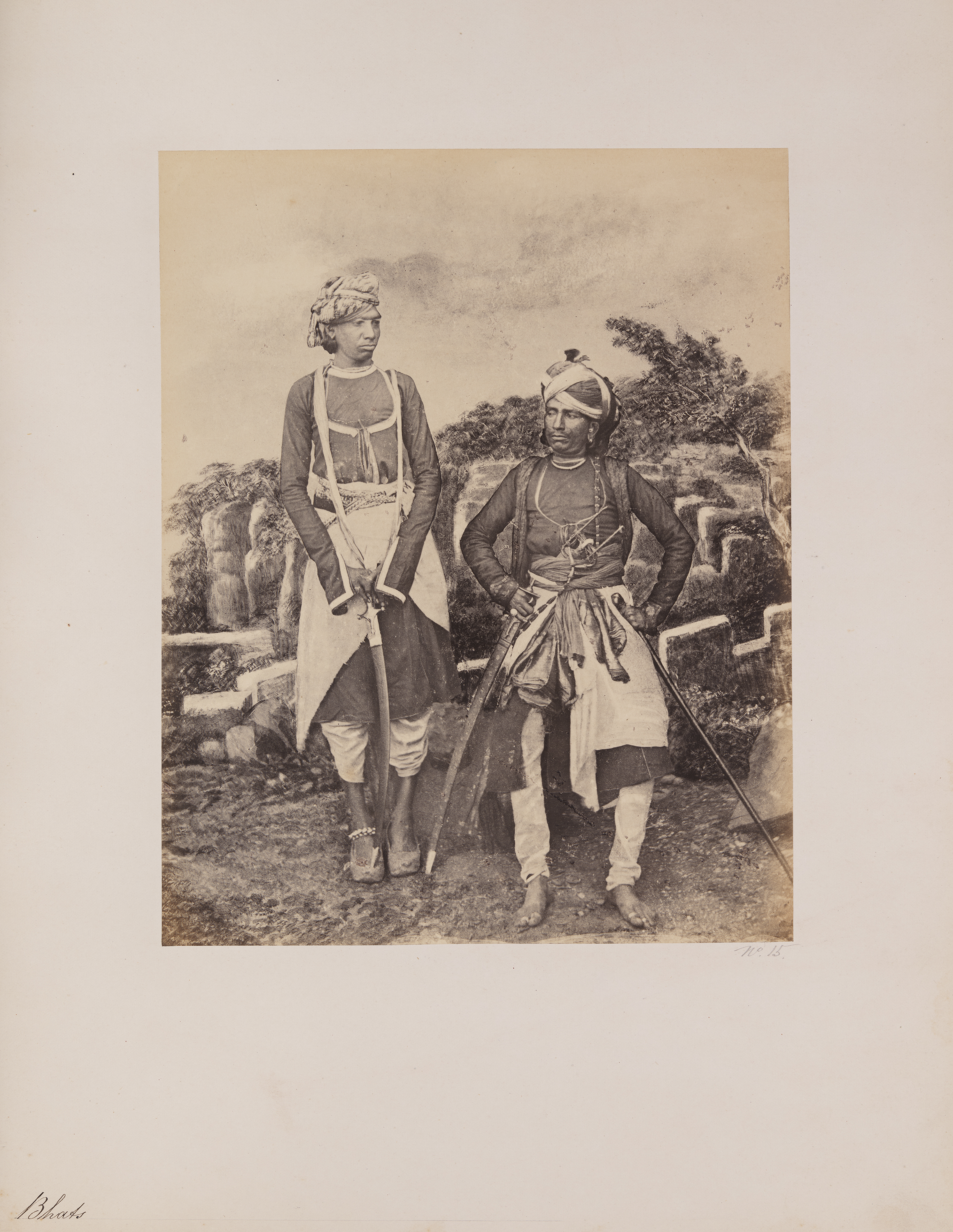

بهات (بالإنجليزية:Bhat ، بالسنسكريتية: भट् ، بالأردية: بھٹ، بالجورموخي:ਭੱਟ) تهجى أيضا عند المسلمين بButt و (بالهندية: بٹ), كلاهما عبارة عن ترجمة مختصرة لبهاتا Bhatta (بالسنسكريتية: भट्ट))، كما تهجئ Bhatt (بالسنسكريتية: भट्ट् ، الأردية: بھٹٹ), هو لقب شائع في شبه القارة الهندية. يرتبط اسم عائلة بهاتا بـ Brahmin varna (طائفة) الهندوسية، ومع ذلك، احتفظ عدد كبير من المسلمين باللقب بعد تحولهم إلى الإسلام من الهندوسية.
علم أصول الكلمات
في حين أن الترجمة الأصلية المختصرة لـ "Bhatta" كانت "Bhat" أو "Bhatt"، بدأ العديد من المهاجرين إلى منطقة البنجاب في تهجئة لقبهم على أنه "But" أو "Butt" وهو تهجئة العشيرة المستخدمة في اللغة الباهارية.
التوزيع الجغرافي
نيبال
الهندوس بهاتاس هم الذين يقيمون في نيبال ويتحدثون اللغة النيبالية ولغة الدوتيلي توجد في الغالب في منطقة ماهافالي في سودورباشيم براديش، نيبال.تم العثور على بعض النيبالية البهاتاس من منطقة غورخا في نيبال.ومع ذلك، بسبب هجرة الناس للحصول على فرص في الوقت الحاضر، يمكن العثور على بهاتاس في أجزاء مختلفة من نيبال.
غوا
يتم استخدام اللقب بين بعض المسيحيين الكونكانيين الذين ينسبون أسلافهم إلى جود ساراسوات براهمينز في غوا.
كارناتاكا
هذا هو اللقب الشائع بين تولوفا براهمينز، جود ساراسوات براهمينز وهافاكا براهمينز من ولاية كارناتاكا.
كشمير
بهات، مكتوب أيضًا باسم بوت (butt)، هو لقب كشميري، موجود بين الأفراد الأصليين في وادي كشمير، وكذلك المهاجرين الكشميريين الذين هاجروا إلى البنجاب، وهي منطقة مقسمة بين الهند وباكستان المجاورة.هاجر العديد من هؤلاء المسلمين الكشميريين إلى البنجاب في أواخر القرن التاسع عشر بسبب الكوارث الطبيعية. ويتم مشاركة اللقب من قبل كل من الهندوس الكشميريين والمسلمين.
البنجاب
هاجر بعض مسلمي بهات / بوتس (Bhats/Butts) في البنجاب من كشمير وجامو خلال مجاعة عام 1878، وهم براهمين هندوس اعتنقوا الإسلام.وهاجر العديد من هؤلاء المسلمين الكشميريين إلى البنجاب في أواخر القرن التاسع عشر بسبب الكوارث الطبيعية والقمع على أيدي حكام راجبوت دوجرا الهندوس لكشمير.
ولاية غوجارات
الهندوس بهات هم الذين يتحدثون اللغة الكجاراتية ويقيمون في الولاية الهندية.
أفراد بارزون
أكاديميون
- بي في راجاراما بهات (B. V. Rajarama Bhat) عالم رياضيات هندي.
- ميريام بات (Miriam Butt)، أستاذة اللسانيات ورئيسة قسم اللغويات (Facereich Sprachwissenschaft) في جامعة كونستانسلا.
- محمد عاصم بات (Muhammad Asim Butt)، روائي أردو باكستاني، كاتب قصة قصيرة
- موتيرام بهاتا (Motiram Bhatta)، شاعر اللغة النيبالية السنسكريتية.
- غوروراجا بهات (P. Gururaja Bhat)، عالم آثار هندي.
- بامبوش بهات (Pamposh Bhat)، عالم البيئة كشميري الهندي.
- رشيد بات (Rasheed Butt)، فنان باكستاني شهير وحائز على «فخر الأداء» 1989.
- شيام بهات (Shyam Bhat)، طبيب.
- سوريش بهات (Suresh Bhat)، كاتب غزال هندي ماراثي.
- يو آر بهات (U. R. Bhat)، خبير اقتصادي.
- فاسانتي إن بهات - ناياك (Vasanti N. Bhat-Nayak)، عالم رياضيات هندي.
- فيناي بهات (Vinay Bhat)، لاعب الشطرنج الأمريكي الهندي.
- أريابهاتا (Aryabhata)، عالم رياضيات هندي، عالم فلك.

الممثلين والنماذج والموسيقيين
- أحمد بات (Ahmed Butt)، عارض أزياء وممثل باكستاني.
- علي عزمت بات (Ali Azmat Butt)، فنان الروك الباكستاني، والمغني الرئيسي السابق لفرقة الروك جنون.
- علياء بهات (Alia Bhatt)، ممثلة بوليوود.
- أمبرين بات (Pakistani model)، موديل باكستاني.
- أنورادها بهات (Anuradha Bhat)، مغني التشغيل الهندي.
- آشا بهات (Asha Bhat)، عارضة أزياء هندية.
- عاصم بات (Asim Butt)، رسام ونحات باكستاني وعضو في الحركة الفنية Stuckist Art.
- بيراج بهاتا (Biraj Bhatta)، ممثل نيبالي.
- DJ بات (DJ Butt)، فارس القرص الباكستاني ل PTI.
- فرحان سعيد بات (Farhan Saeed Butt)،المغني الباكستاني وعضو فرقة الروك جال.
- عمران امتياز بات (Imran Imtiaz Butt)، مغني باكستاني.
- جاناباتي بهات (Ganapati Bhat)، مطرب كلاسيكي هندوستاني.
- هريشيتا بهات (Hrishitaa Bhatt)، عارضة أزياء هندية.
- ماهيش بهات (Mahesh Bhatt)، منتج ومخرج أفلام هندي.
- محمد يونس بات (Muhammad Younis Butt)،كاتب سيناريو باكستاني.
- عثمان خالد بات (Osman Khalid Butt)،ممثل باكستاني.
- بوجا بهات (Pooja Bhatt)، ممثلة هندية.
- برانيت بهات (Praneet Bhat)، ممثل هندي كشميري.
- ربيع بات (Rabia Butt)،موديل باكستاني.
- راهول بهات (Rahul Bhat)، ممثل هندي كشميري.
- راميش بهات (Ramesh Bhat)، ممثل هندي.
- الممثلة الباكستانية سامينا بيرزادا بات (Samina Peerzada Butt).
- شبراج بهات (Shubhraj Bhat)، ممثل هندي.
- يوغاراج بهات (Yogaraj Bhat)، كاتب ومخرج سينمائي هندي

رجال الأعمال
بايجو بهات (Baiju Bhatt) (مواليد 1984/1985)، الملياردير الأمريكي، الشريك المؤسس لشركة Robinhood .
الجيش
- محمد زكي بات (Muhammad Zaki Butt) العميد الجوي السابق في القوات الجوية الباكستانية والحارس الشخصي للقائد الأعظم محمد علي جناح.
- ضياء الدين بات (Ziauddin Butt)، الرئيس السابق للمخابرات الداخلية.
- طاهر رفيق بات (Tahir Rafique Butt)، رئيس الأركان الجوية العشرين لسلاح الجو الباكستاني.
- مالك تازي بهات (Malik Tazi Bhat)، أمير حرب من القرن الخامس عشر، من جامو، قاتل أسرة لودهي.

سياسة
- بالاجي فيشواناث بهات (Balaji Vishwanath Bhat)، بيشوا إمبراطورية المراثا.
- غلام مصطفى بهات (Ghulam Mustafa Bhat)، عمدة سريناغار السابق.
- حسن بات (Hassan Butt)، المتحدث السابق باسم جماعة المهاجرين الإسلامية البريطانية التي تم حلها.
- كلثوم نواز شريف (Kalsoom Nawaz Sharif)، سيدة باكستان الأولى، زوجة رئيس الوزراء نواز شريف، من أصل كشميري.
- خمراج بهاتا «مايالو» ("Khemraj Bhatta "Mayalu)، سياسي في الكونغرس النيبالي.
- ليك راج بهاتا (Lekh Raj Bhatta)، سياسي ماوي من الحزب الشيوعي النيبالي.
- مسرات علم بهات (Masarat Alam Bhat)، كشميري منفصل.
- مقبول بهات (Maqbool Bhat)، كشميري منفصل.
- وصفت وسائل الإعلام الغربية شاكيل بهات (Shakeel Bhat)، الناشط الكشميري الانفصالي الصريح، بأنه «فتى الغضب الإسلامي».
- إس إل بهات (S. L. Bhat)، هندي كشميري يعمل كرئيس للجنة الخدمة العامة لجامو وكشمير.
- سهيل شوكت بات (Sohail Shaukat Butt)، سياسي باكستاني.
- تريلوشان بهاتا (Trilochan Bhatta)، سياسي نيبالي ورئيس وزراء سودورباشيم براديش الحالي، نيبال.
- عمر تانفير بات (Umer Tanveer Butt)، سياسي شاب وعضو في مجلس مقاطعة البنجاب، رجل أعمال.

العلماء
- نور محمد بات (Noor Muhammad Butt)، عالم فيزياء نووية باكستاني وعالم أبحاث ورئيس مؤسسة العلوم الباكستانية.
- بارفيز بات (Parvez Butt)، مهندس نووي باكستاني والرئيس السابق لهيئة الطاقة الذرية الباكستانية.
- أتول بوت (Atul Butte)، باحث في المعلوماتية الطبية الحيوية ورجل أعمال في مجال التكنولوجيا الحيوية في وادي السيليكون.

رياضات
- عماد بات (Amad Butt)، لاعب كريكيت باكستاني لفريق إسلام أباد يونايتد، من أصل كشميري.
- عارف بات (Arif Butt)، لاعب كريكيت باكستاني.
- أرفيند بهات (Arvind Bhat)، لاعب تنس الريشة الهندي.
- أبهيشيك بهات (Abhishek Bhat)، لاعب كريكيت هندي.
- غلام محمد باكش بات (Ghulam Mohammad Baksh Butt)، مصارع باكستاني معروف شعبياً باسم The Great Gama
- حسين بات (Hussain Butt)، لاعب كريكت باكستاني.
- إعجاز بات (Ijaz Butt)، الرئيس السابق لمجلس الكريكيت الباكستاني ولاعب الكريكيت، من أصل كشميري.
- محمد شريف بات (Muhammad Sharif Butt)، عداء باكستاني.
- براميلا بهات (Pramila Bhatt)، لاعب كريكيت هندي.
- راغورام بهات (Raghuram Bhat)، لاعب كريكيت هندي.
- ريحان بات (Rehan Butt)، لاعب هوكي باكستاني.
- صمد بهات (Samad Bhat)، لاعب كريكيت هندي كشميري.
- سلمان بات (Salman Butt)، لاعب كريكت باكستاني.
- ساديا بات (Sadia Butt)، لاعب كريكت باكستاني.
- شجاع الدين بات (Shujauddin Butt)، لاعب كريكت باكستاني.
- ياسر بات (Yasir Butt)، لاعب الاسكواش الباكستاني.
- يوسف بات (Yousuf Butt)،لاعب كرة قدم باكستاني.